# Gymnogeophagus gymnogenys
Gymnogeophagus gymnogenys är en fiskart som först beskrevs av Hensel, 1870.  Gymnogeophagus gymnogenys ingår i släktet Gymnogeophagus och familjen Cichlidae. Inga underarter finns listade i Catalogue of Life.